# Podversa
Podversa (horvátul: Podvrško) falu Horvátországban, Bród-Szávamente megyében. Közigazgatásilag Csernekhez tartozik.

## Fekvése
Bródtól légvonalban 51, közúton 68 km-re északnyugatra, Pozsegától   légvonalban 20, közúton 27 km-re nyugatra, községközpontjától 9 km-re északkeletre, a Psunj-hegység egyik csúcsa alatt, a Grabar-patak völgyében fekszik.

## Története
A régészeti leletek alapján területe már az ókorban lakott volt. Ezt bizonyítja az a római áldozati oltár, melyet a falu melletti Rada nevű magaslaton talált egy Petar Matošević nevű helyi ember. Az oltár felirata „SOLI DIVINO” és jelenleg a cserneki ferences kolostorban őrzik. A felirat piros színnel szerepelt a kövön, ami a 3. és 4. század stílusát tükrözi. 
Podversa neve még birtokként „Podwrs” alakban bukkan fel először a pozsegai káptalan 1264-ben kelt, a Miklós Dezizlav fia és Mátyás Zavid testvére közti birtokcseréről szóló bizonyságlevelében. 1380-ban „Felső-Poduers”, 1403-ban „Podwarsa, Poduorsya” néven találjuk a korabeli okiratokban. 1413-ban az itteni kúriát („curia Podvarsa”) Tamási (Thomassi) János vásárolta meg. További története szorosan összefonódott a mellette nyugatra emelt vár történetével. Podversa várát 1423-ban említik először „Castrum Podwersa” alakban. Ezután „Podwers, Podwersia, Podwersya, Poduorsa, Podwarsa, Podwersauara” formában szerepel a korabeli oklevelekben.  
1423-ban Tamási László és testvére Henrik, utód nélküli haláluk esetére ezt a birtokukat is vérrokonuknak, serkei Lorántfi Györgyre és utódaira hagyták. Ennek ellenére 1443-ban Héderváry Lőrinc budai káptalant és Imre nevű fiát vezették a birtok tulajdonjogába, ami ellen még 1453-ban is tiltakoztak a serkei Lorántfyak, akik ugyancsak igényt tartottak a Tamásiak örökségére. 1464-ben, 1500-ban és 1506-ban is a Héderváry család birtokaként említik. 1521-ben Héderváry Ferenc elzálogosította Keglevich Péternek, de Nándorfehérvár elvesztésében való vétkessége miatt a király elvette tőle és Mersich Simeonnak adta.  Ennek ellenére ténylegesen 1525-ig a Héderváryak birtokolták. A vár alatti falut 1446-ban „Felsew Podwers, Also Podwersa” alakban két részből álló településként említik, melynek valószínűleg birtokmegosztás volt az oka. 1506-ban már „Opidum Podwersa” néven mezőváros. Szent Jakabnak szentelt kápolnája 1403-ban már a Jakobovacnak nevezett helyen állt. Bizonyos, hogy a településnek volt plébániatemploma is, mely a rudinai Szent Mihály apátság vonzáskörzetébe tartozott. A várat török 1536-ban foglalta el és őrséget helyezett el benne. A török kiűzése után elhagyatva állt, anyagát a környező falvak népe házépítéshez hordta szét. 
A térség 1691-ben szabadult fel végleg a török uralom alól. 1765-ben az egyházlátogatás már említi Szent Simon és Júdás apostolok tiszteletére szentelt, fából épített kápolnáját. 
Az első katonai felmérés térképén „Dorf Podverski” néven található. Lipszky János 1808-ban Budán kiadott repertóriumában „Podverssko” néven szerepel.  
Nagy Lajos 1829-ben kiadott művében „Podversko” néven 80 házzal, 652 katolikus vallású lakossal találjuk. 
1857-ben 574, 1910-ben 775 lakosa volt. Az 1910-es népszámlálás szerint két magyar kivételével teljes lakossága horvát anyanyelvű volt. Pozsega vármegye Újgradiskai járásának része volt. Iskolája 1908-ban nyílt meg. Az első világháború után 1918-ban az új szerb-horvát-szlovén állam, majd később (1929-ben) Jugoszlávia része lett. 1991-től a független Horvátországhoz tartozik. 1991-ben lakosságának 94%-a horvát nemzetiségű volt. 2011-ben a településnek 294 lakosa volt, akik főként mezőgazdaságból, szőlőtermesztésből, állattartásból éltek. Egy vegyesbolt és egy kis fűrésztelep található itt. A falu kiemelt állami támogatást kap. Búcsúünnepét október 28. Szent Simon ünnepe utáni vasárnap tartja.

## Lakossága
| Lakosság változása | Lakosság változása | Lakosság változása | Lakosság változása | Lakosság változása | Lakosság változása | Lakosság változása | Lakosság változása | Lakosság változása | Lakosság változása | Lakosság változása | Lakosság változása | Lakosság változása | Lakosság változása | Lakosság változása | Lakosság változása |
| ------------------ | ------------------ | ------------------ | ------------------ | ------------------ | ------------------ | ------------------ | ------------------ | ------------------ | ------------------ | ------------------ | ------------------ | ------------------ | ------------------ | ------------------ | ------------------ |
| 1857               | 1869               | 1880               | 1890               | 1900               | 1910               | 1921               | 1931               | 1948               | 1953               | 1961               | 1971               | 1981               | 1991               | 2001               | 2011               |
| 574                | 651                | 621                | 710                | 742                | 775                | 703                | 705                | 666                | 682                | 652                | 511                | 461                | 402                | 357                | 294                |

## Nevezetességei
A vár maradványai a falu temetőjétől északra, az út túloldalán, egy észak-dél irányú hegyhát közepén, egy szilváskertben találhatók. Alaprajza téglalap alakú. Gjuro Szabo szerint egykor minden sarkán hengeres torony állt, de ebből mára csak a délkeleti torony romjai láthatók. Az egykori falak helyén csak sáncszerű kiemelkedések találhatók, rajtuk kívül az egykori épületeknek nyoma sem maradt. A vártól délre fekvő temető területén középkori eredetű cseréptöredékeket és csontokat találtak. 
Szent Simon tiszteletére szentelt római katolikus kápolnájának elődje egy először 1765-ben említett fakápolna volt. Ennek alapjaira építették a mai kápolnát, melyet 2008. október 8-án szenteltek fel. 
A Roda nevű hegyen a honvédő háború hőseinek emlékére magas keresztet emeltek. 
A falu festői környezete, az erdő, a túrázási és vadászati lehetőségek vonzzák a turistákat.